# Werner Hekel
Werner Hekel (* 20. Mai 1941 in Murr) ist ein expressionistischer Künstler.

## Werdegang
Hekels Vater fiel im Zweiten Weltkrieg, seine Mutter starb, als er 12 Jahre alt war. Er studierte an der Kunstakademie Stuttgart. Er wohnte von 1962 bis 1968 in Marbach am Neckar und zeichnete im Stil der romantischen Landschaftsmalerei. Danach zog Werner Hekel nach Bayern und war Leiter der Galerie Hekel in Hersbruck. In dieser Zeit beschäftigte er sich mit dem Verhältnis von Farbe, Licht und Fläche. Im Jahre 1990 siedelte Werner Hekel ins thüringische Teichwolframsdorf über und fand für sich neue Zeichentechniken. Vier Jahre später zog er nach Großkundorf, einem damaligen Ortsteil von Teichwolframsdorf, wo er ein Bauerngehöft ausbaute. Sein vorerst letzter Umzug war nach Seelingstädt, wo er einen Vierseithof mit Porstube erwarb. 

## Zeichenkunst
In seinen Bildern kommt der Einfluss Vincent van Gogh zum Ausdruck. Seine Lieblingsmotive sind Landschaften, Stillleben, Tiere und Personen. Hekels Werke wurden von dem Landratsamt Zwickauer Land, den Städten Greiz, Nürnberg, Ronneburg und Werdau sowie den Stadtmuseen von Greiz und Schwabach gekauft.

## Ausstellungen
- 1962–1968 Haus der Kunst München, Schloss Moripur Ludwigsburg
- 1969–1978 Stadthalle Fürth, Rathaus Weißenburg, Stadthalle Heideck, Stadthalle Hildburghausen, Schloss Ratibor in Roth
- 1979–1984 Rathaus Hersbruck, Der kleine Prinz Baden-Baden, Stadthalle Gunzenhausen
- 1985–1990 Kunstgalerie Döhr Altdorf, Schloss Stopfenheim, Kunstgalerie Hekel Hersbruck, Wanderausstellung Düsseldorf-Bonn-Chicago
- 1991–1992 Sommerpalais Greiz, Heimatmuseum Werdau, Galerie am Markt Gera, Lucas-Cranach-Haus Weimar, Kaffee Lebensart Greiz
- 1993–1995 Galerie am Domhof Zwickau, Galerie Schmidt-Ruttloff Chemnitz, Agrarmuseum Blankenhain, Museum Haus Beda Bitburg, Theater Greiz
- 2007 Ausstellungen der Sparkasse Gera-Greiz in Gera
- 2009 Ausstellungen im Vierseithof in Seelingstädt, Galerieladen Greiz
- 2011 Ausstellung im Thüringer Landtag in Erfurt

## Auszeichnungen
Im Jahre 2001 erhielt Werner Hekel den Thüringischen Denkmalschutzpreis für seinen Vierseithof in Seelingstädt.

## Veröffentlichungen
- Allgemeines Lexikon der Kunstschaffenden der bildenden und gestaltenden Kunst des ausgehenden XX. Jahrhunderts, Nürnberg, Reg.-Nr. 81511
- Europäisches Künstlerlexikon, Ausgabe Deutschland Band 2 G-KL, Reg.-Nr. 2246
- Malerei, Grafik, Plastik im Landkreis Greiz, Amt für Schulverwaltung, Kultur und Sport, 1997

| Personendaten    | Personendaten                          |
| ---------------- | -------------------------------------- |
| NAME             | Hekel, Werner                          |
| KURZBESCHREIBUNG | deutscher expressionistischer Künstler |
| GEBURTSDATUM     | 20. Mai 1941                           |
| GEBURTSORT       | Murr                                   |